# Boquim
Boquim é um município brasileiro do estado de Sergipe. Localiza-se na região do Litoral Sul do estado, e é conhecido por ser a "Terra da Laranja".

## História
Segundo histórias populares, cerca de 10 km da atual cidade de Boquim, o coronel José Batista fundou o povoado de Lagoa Vermelha, a qual fez parte da vila de Nossa Senhora Da Piedade(atual município de Lagarto) na primeira metade do século XIX; e em 1857 o mesmo foi elevado a vila de Lagoa Vermelha por meio de lei provincial, com sede no antigo povoado.
No entanto a localidade passou por várias intercorrências que prejudicavam seus habitantes; como surtos de doenças que afetavam o local no inverno e as frequentes enchentes do rio Piauí.
Em 1869 a localidade chegou a ficar ilhada por vários dias.
Frente a isso o Padre Manoel Nogueira Cravo, vigário de Lagoa Vermelha, bem como Antônio Manoel da Fraga e o maior Venancio Fernandes lutavam para a transferência da sede para uma localidade próxima, chamada "Boquinha da Mata" (apelidada "Boquim"), cujas terras foram doadas por Antônio Araújo.
Em 21 de março de 1870, por meio da Lei provincial nº 836, transfere-se a sede vila de Lagoa Vermelha para a povoação de Boquim.
Em 16 de outubro de 1926 é elevado a categoria de município de Boquim, pela lei estadual nº 959. Buquim teve sua grafia alterada para Boquim pelo decreto estadual nº 3334, de 27 de janeiro de 1976.

### A Fonte da Mata
A Fonte da Mata marca um importante capítulo na história de Boquim, pois vem dela a origem do nome do Município. Conhecida no período colonial como "Boquinha da Mata" teve o nome deturpado pelo caboclo para "Boquim", originando daí o nome popular da freguesia.
Fotos e Histórico da Fonte da Mata

### Povoados de Boquim
1. Pastor
2. Pimenteira
3. Varjão
4. Olhos D'Água
5. Cabeça Dantas
6. Muriçoca
7. Punga
8. Boa Vista da Raposa
9. Floresta
10. Meia Légua
11. Calitende
12. Mangue Grande
13. Galo Assanhado
14. Garangau
15. Taboca
16. Três Irmãos
17. Alfavaca
18. Romão
19. Boa Vista do Fundunga
20. Jaboticaba
21. Jaboticabinha
22. Céu
23. Colônia Boquim
24. Carro Quebrado
25. Nova Descoberta
26. Pistas (01-07)
27. Caborge

## Geografia
Apresenta temperatura média anual de 24,2 °C e precipitação média de chuvas de 1.360 mm/ano, com período mais chuvoso no outono-inverno (março a agosto), sendo uma das cidades sergipanas com maior índice de chuvas.
O relevo é plano, interrompido por raras zonas residuais mais elevadas, com vales dos cursos de água da região.
Os solos da região podem ser rasos, susceptíveis ao encharcamento ou de textura argilosa profundos bem drenados. Vegetação de capoeira, caatinga, campos limpos e campos sujos. O município encontra-se na bacia hidrográfica do rio Piauí, incluindo ainda os riachos Grilo, das Domingas e do Giranga.
Possui uma área maior que a própria capital do estado.

## Economia
Boquim destaca-se pela citricultura, produzindo laranja, tangerina, limão, e plantas ornamentais além de maracujá; atividade iniciada a partir da década de 20, quando chegaram as primeiras mudas de laranjeiras “baía”, e incrementada na década de 60 por melhor assistência técnica e  subsídios financeiros. Pecuária de bovinos, equinos, ovinos e suínos, e a avicultura de galináceos são outras produções importantes na região, Boquim conta com indústria de suco, confecções e moveis.
Bancos: Bando do Brasil, Banese, Banco do Nordeste, Bradesco, Caixa Econômica

### Centros comerciais
Boquim possui uma grande variedade de estabelecimentos comercias, sendo os mais conhecidos CBB Ambev, CIN Confecções do Nordeste, Supermercado Prado Vasconcelos, Deris Informática Certificado Digital, Móveis, Armarinho São João, BSM Bike, Lojas Guanabara, AMS Material de Construção, Madeireira Teixeira, Armazém São João, Gugu Baby, Todo Dia, Gentil, Betel, Churrascaria Bom Paladar, Farmácias JB, Escola Técnica em Saúde- SERAPH,  GP Magazine, Dist. De gás chapéu de couro.

## Saúde
A saúde em Boquim é administrada pela Secretaria Municipal de Saúde, com recursos oriundos do Fundo Municipal de Saúde e transferências de recursos do Ministério da Saúde, os serviços de saúde são prestados a população através da Clínica de Saúde da Família e Unidades Básicas de Saúde localizadas nos povoados para atendimento da população rural. O município participa do Programa de Saúde da Família ( PSF ) obtendo bons resultados segundo indicadores do Ministério da Saúde. Recentemente foi implantada a 10ª equipe de saúde da família no Povoado Cipó e houve a implantação do Núcleo de Apoio a Saúde da Família ( NASF ) Na Clínica de Saúde da Família. Boquim também oferece a população assistência em saúde mental através do Centro de Atenção Psicossocial Braz Fernandez Fontes (CAPS I).

## Atrações
Boquim tem como principais atrações a Micareta, realizada no início de maio, e a Festa da Laranja, que é realizada em novembro, com palestras sobre os citros e shows artísticos.